# Альціон мангаянський
Альціо́н бораборський (Todiramphus ruficollaris) — вид сиворакшоподібних птахів родини рибалочкових (Alcedinidae). Ендемік островів Кука.

## Опис
Довжина птаха становить 19—22 см. Тім'я, щоки і верхня частина тіла зеленувато-блакитна, крила і хвіст зеленувато-сині. Над очима жовтувато-оранжеві «брови», шия жовтувато-оранжева, решта тіла світла.

## Поширення і екологія
Мангаянські альціони є ендеміками острова Мангая. Вони живуть у вологих тропічних лісах, а також на полях, плантаціях і в садах. Живляться комахами, личинками, павуками та дрібними ящірками. Гніздяться в дуплах дерев, зокрема кокосових пальм і баррингтоній Barringtonia asiatica. У кладці 2—3 яйця.

## Збереження
МСОП класифікує цей вид як уразливий. За оцінками дослідників, популяція мангаянських альціонів становить від 400 до 700 птахів. Їм загрожують знищення природного середовища, конкуренція з боку інтродукованих індійських майн та хижацтво інтродукованих щурів і кішок.